# 188ª Brigata corazzata "Barak"
La 188ª Brigata corazzata "Barak" ("Fulmine") è un'unità corazzata israeliana dipendente dalla 36ª Divisione corazzata del Comando settentrionale. Nella metà del 1990 la brigata ha ricevuto i nuovi carri Merkava III al posto dei vecchi Centurion britannici.

## Storia
Durante la guerra arabo-israeliana del 1948 la brigata era conosciuta come Brigata "Carmeli", perché era comandata dal generale Moshe Carmel. Era una Brigata di fanteria che combatté nella parte nord della Palestina. La brigata ebbe un ruolo importante nell'operazione Hiram. Dopo la creazione delle IDF, la Brigata è stata ridisegnata 18ª Brigata.
Nella campagna del Sinai del 1956 la brigata è rimasta ferma sul confine con la Giordania, nel caso che anche la Giordania decidesse di entrare in guerra contro Israele, ma non fu coinvolta in alcun combattimento.
Fu assegnata in seguito all'Ispettorato delle unità corazzate, ed il suo nome cambiò in 45ª Brigata corazzata, conosciuta come Brigata Barak, con un battaglione carri, due di fanteria meccanizzata, un battaglione mortai, ed un'unità da ricognizione.
Nella guerra del Kippur la brigata ha avuto un ruolo importante, difendendo il confine con le alture del Golan contro gli attacchi siriani. In quella battaglia rimasero uccisi 112 soldati, compreso il comandante della brigata, e l'unità fu quasi completamente distrutta.
Durante la battaglia avvenne il famoso episodio bellico del tenente Zvi "Zvika" Greengold, che, rimasto separato dalla sua unità, combatté per 20 ore contro i siriani in fortissima inferiorità numerica, rimanendo più volte ferito e cambiando per sei volte carro man mano che i Centurion su cui si trovava venivano danneggiati o distrutti (impresa che gli permise di conseguire la medaglia al valore, la più alta decorazione militare dello Stato di Israele).
Nella guerra del Libano del 1982 la brigata ha combattuto a Beirut, per la conquista dell'aeroporto.

## Struttura della 188ª Brigata corazzata "Barak"
- 53º Battaglione corazzato Sufa - (su Merkava Mk III)
- 71º Battaglione corazzato Reshef - (su Merkava Mk III)
- 74º Battaglione corazzato Saar - (su Merkava Mk III)
- 605º Battaglione genio corazzato ha-Mahatz
- 188ª Compagnia da ricognizione corazzata
- Compagnia missili anticarro